# Plymouth, Massachusetts
Plymouth (phát âm: /ˈplɪməθ/; hay còn được biết đến với tên Plimouth hoặc Plimoth) là một thị trấn ở quận Plymouth nằm tại tiểu bang Massachusetts. Thị trấn này có tổng diện tích khoảng 347,0 km² và diện tích đất khoảng 249,8 km², với số dân ước tính năm 2017 là 59.885 ngàn người theo Cục Thống Kê Dân số Hoa Kỳ, xấp xỉ xa khoảng 40 dặm (64 km) đến phía nam thành phố Boston.